# Aeropuerto Internacional de Vilna

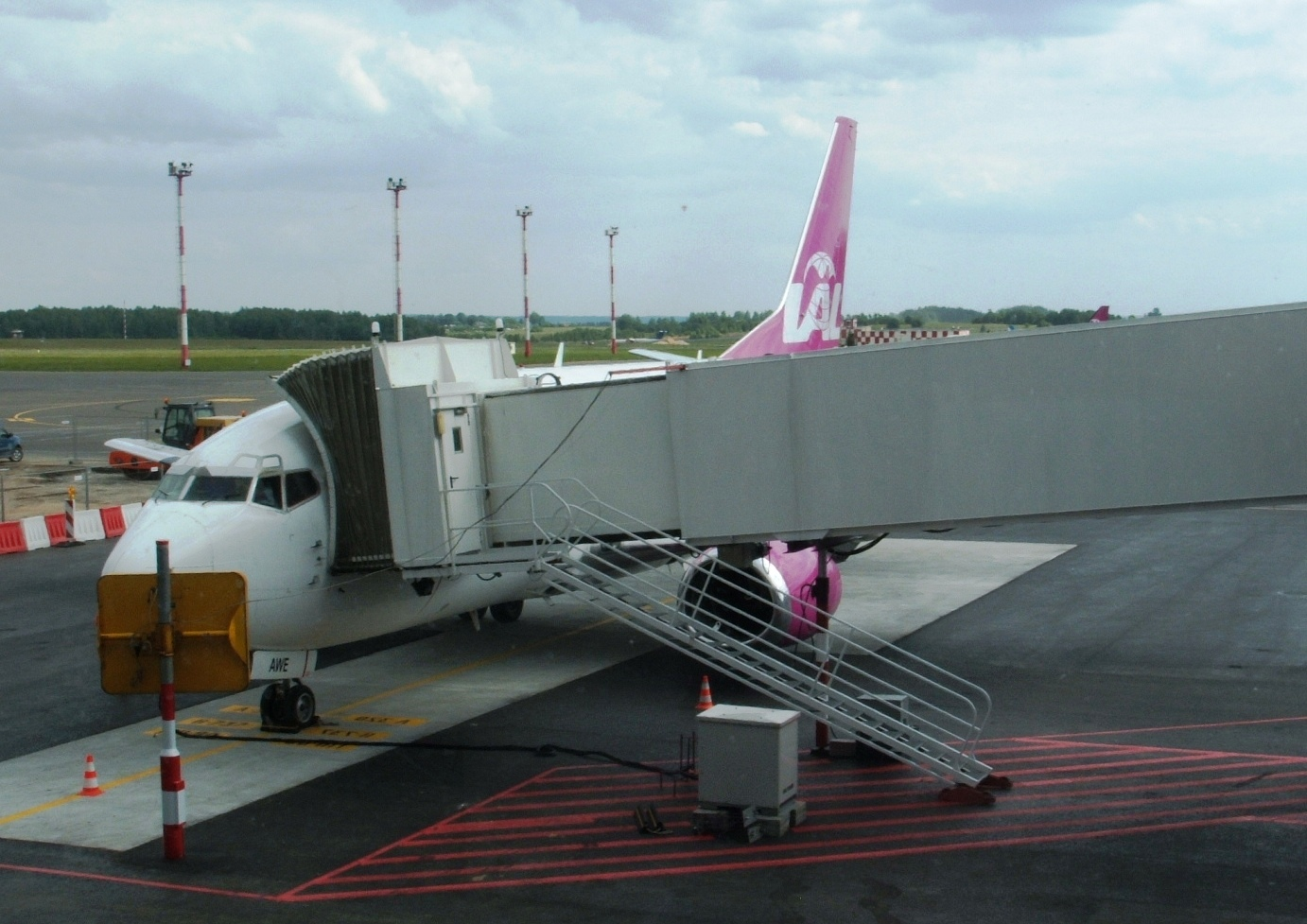
FlyLAL en Aeropuerto Internacional de Vilna.

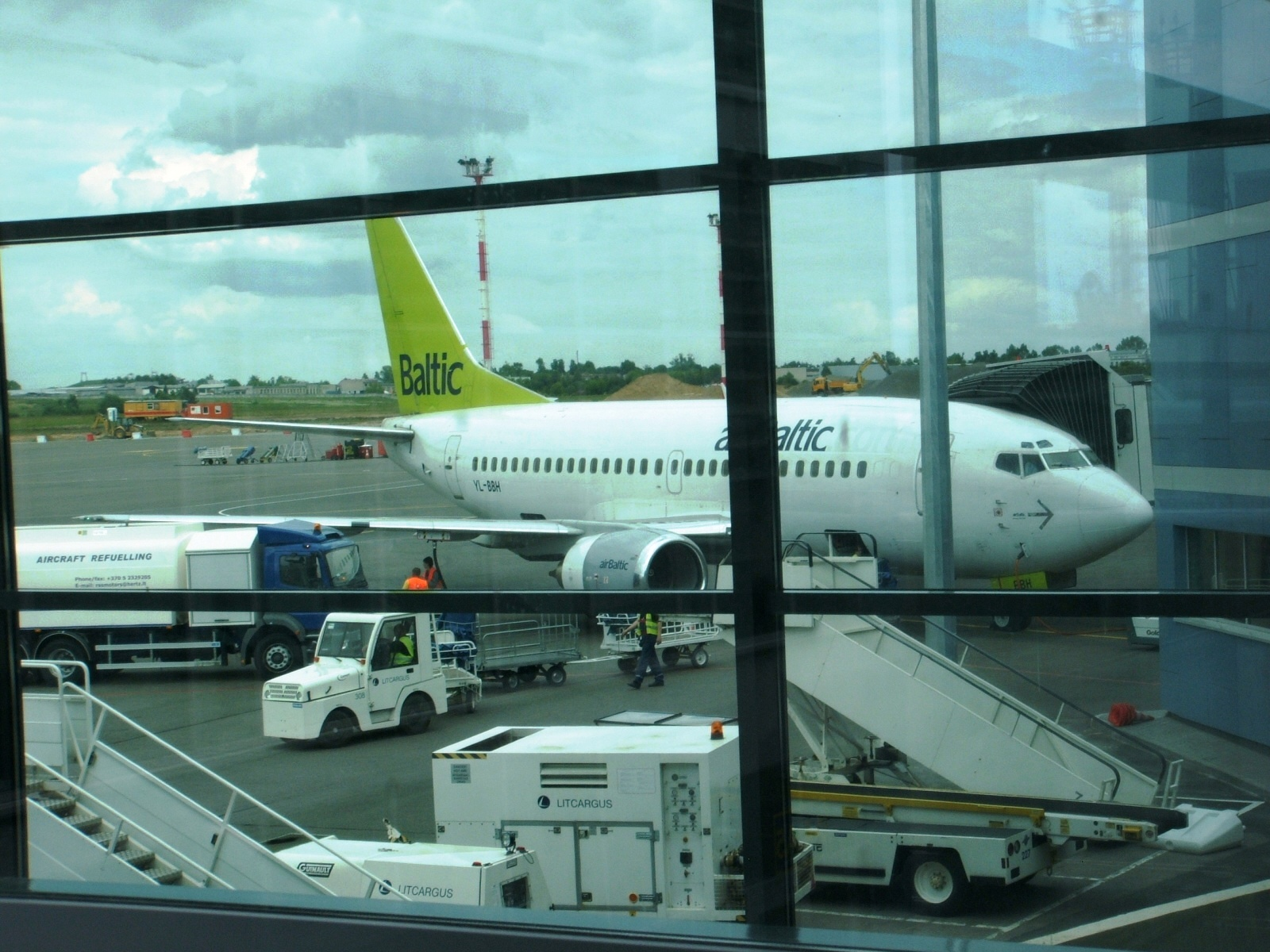
AirBaltic en Aeropuerto Internacional de Vilna.

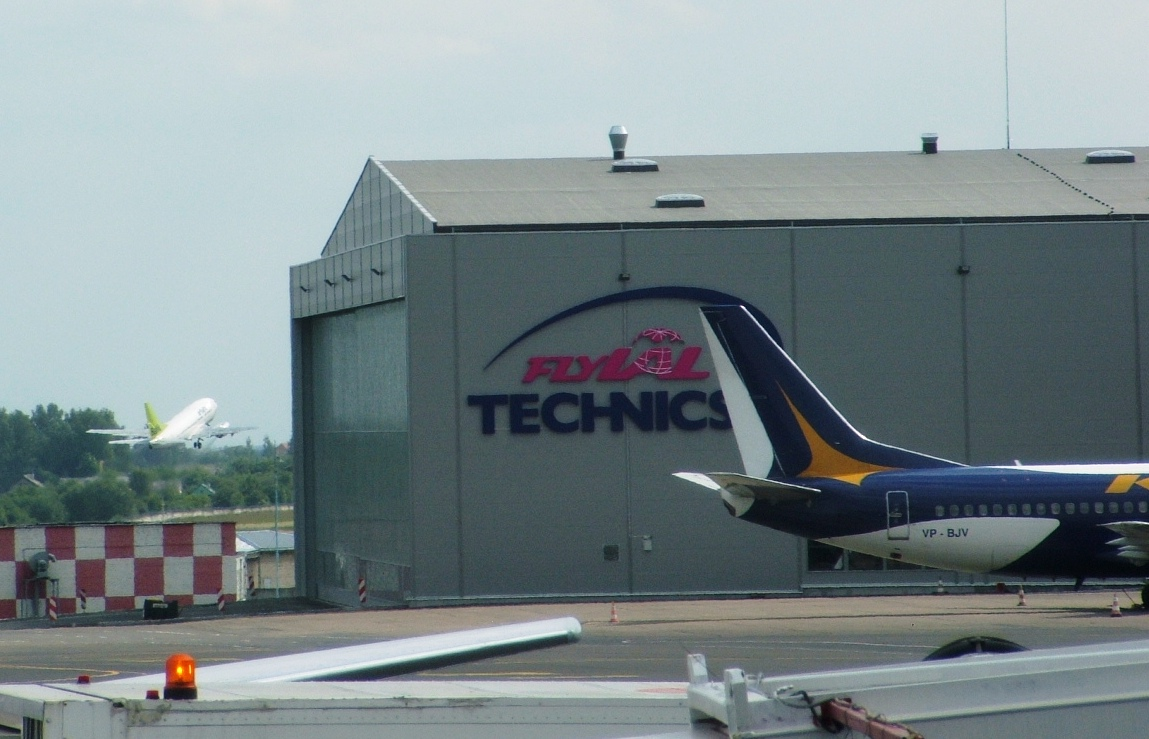
FlyLAL Hangar en el Aeropuerto de Vilna

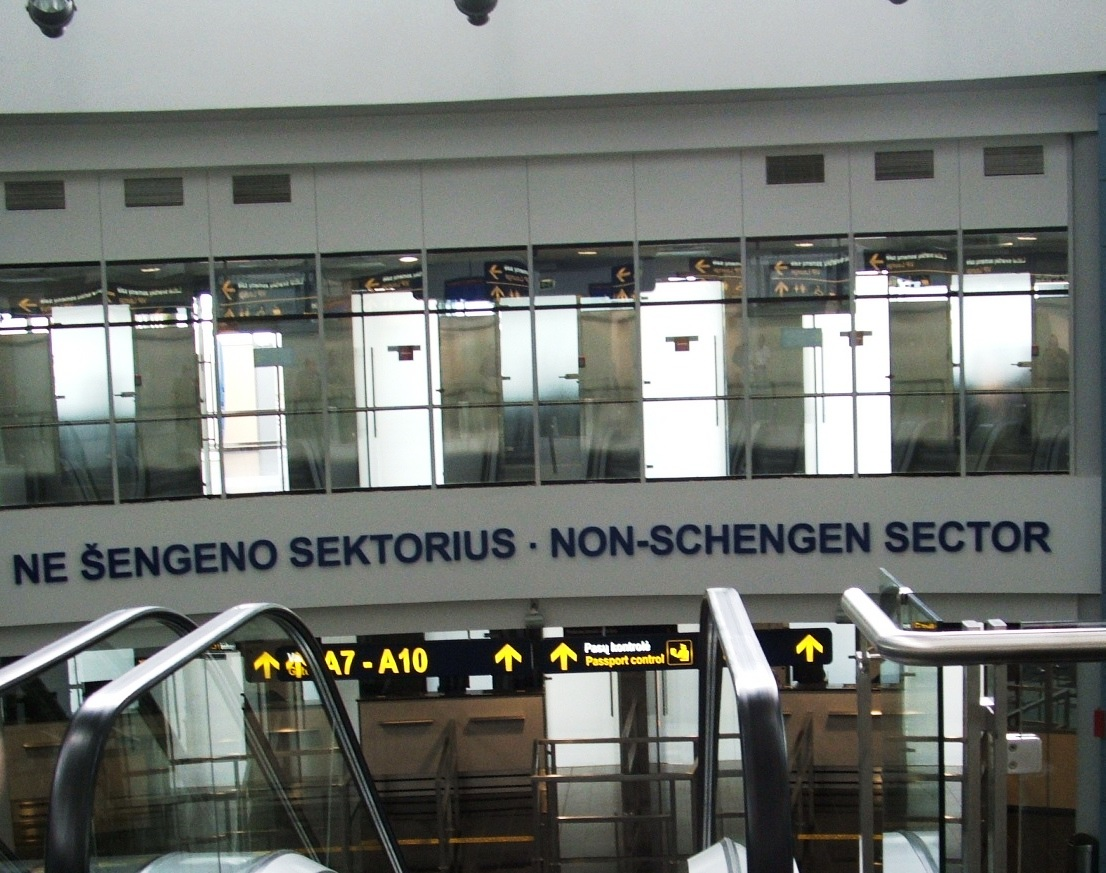
Sector No-Schengen en el Aeropuerto de Vilna

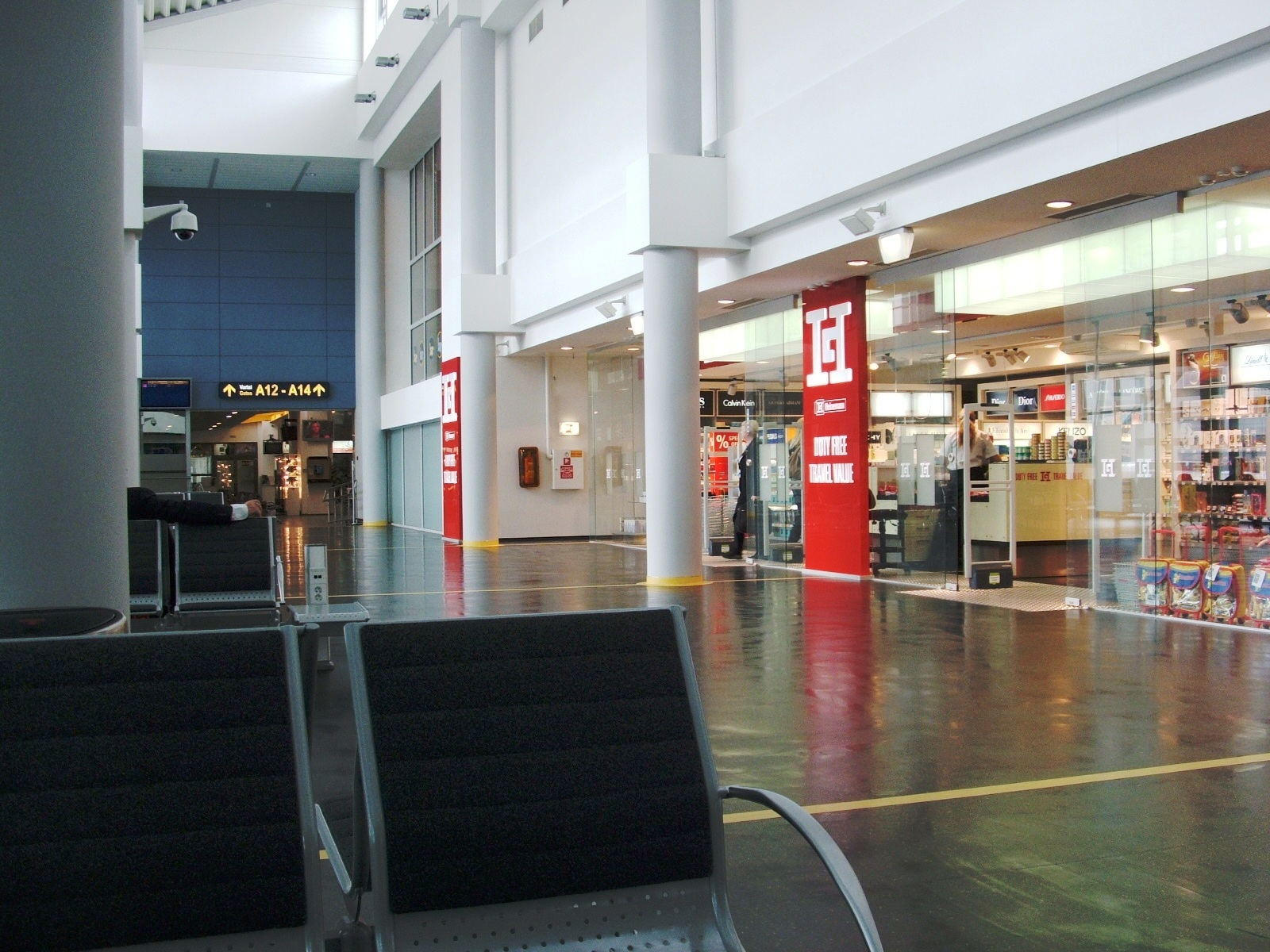
Tienda libre de impuestos en el Aeropuerto de Vilna

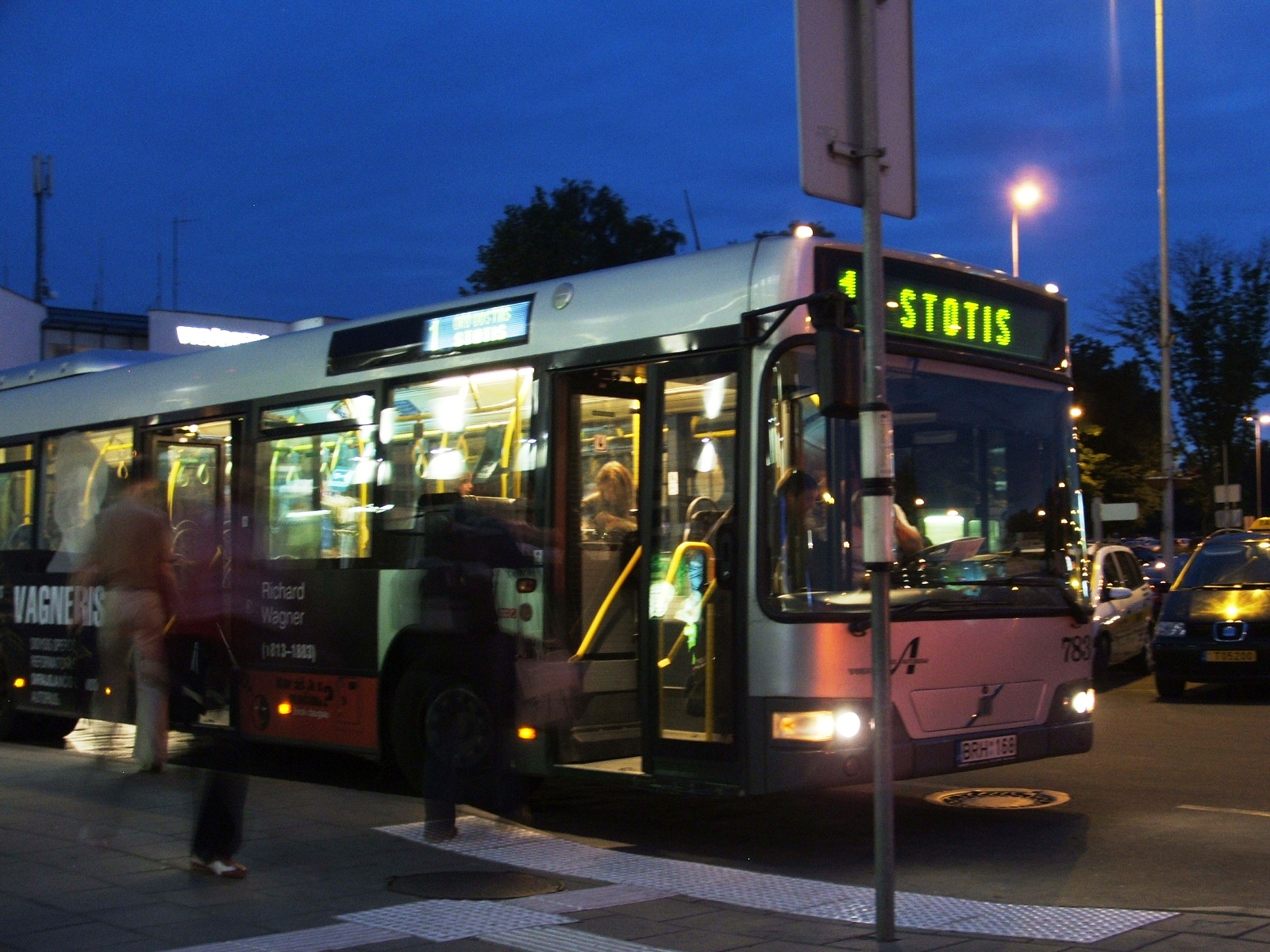
Servicio de autobuses del Aeropuerto de Vilna

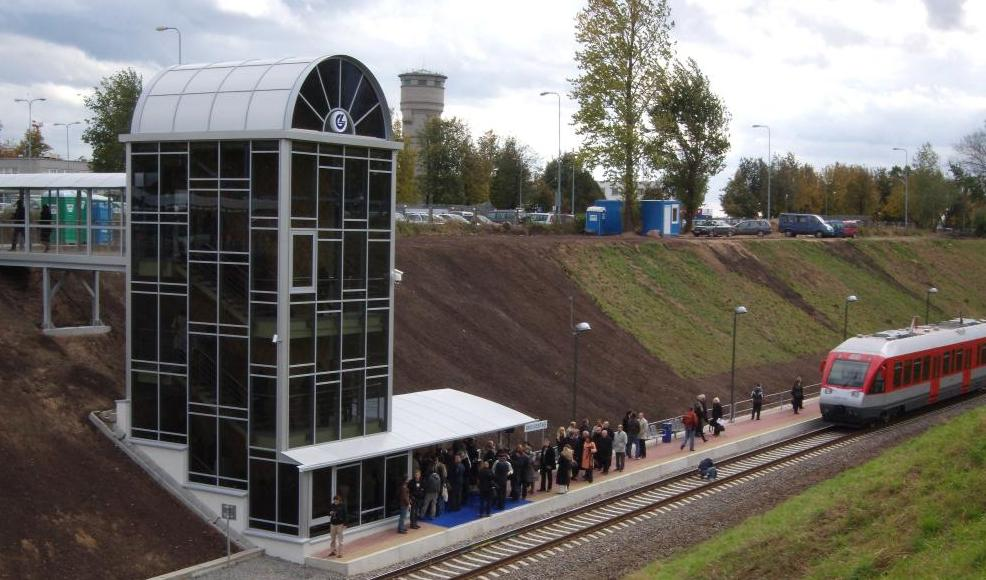
Estación Aeropuerto de Vilna

El Aeropuerto Internacional de Vilna (en lituano: Tarptautinis Vilniaus Oro Uostas) (IATA: VNO, OACI: EYVI) es el mayor aeropuerto de Lituania. Está localizado a 7 kilómetros al sur de Vilna, la capital del país. Inició sus operaciones en 1994 aunque su antigua terminal fue construida en 1954.
El Aeropuerto Internacional de Vilna es una compañía estatal, establecida por el Ministerio de Transporte de Lituania en 1991. AirBaltic fue la aerolínea que mayor cantidad de pasajeros transportó desde el aeropuerto durante el 2006, seguida por flyLAL, la aerolínea nacional de Lituania. 
También operan vuelos Scandinavian Airlines System, Lufthansa, Finnair, Aeroflot, Austrian Airlines, Czech Airlines, LOT Polish Airlines, y algunas otras aerolíneas regionales.
El Aeropuerto Internacional de Vilna es un aeropuerto que registra un rápido crecimiento, recibiendo más de un millón de pasajeros anuales (1.717.222 en el 2007). Es el más grande de los cuatro principales aeropuertos de Lituania: Aeropuerto Internacional de Kaunas (también conocido como Aeropuerto de Karmėlava) en Kaunas, Aeropuerto de Šiauliai en Šiauliai (también conocido como Aeropuerto de Zokniai, en su momento fue uno de los principales aeropuertos militares de Europa, y hoy en día sirve a la OTAN y vuelos de carga), y el Aeropuerto Internacional de Palanga en Palanga.

## Terminal
El aeropuerto es notable por su terminal de arribos construida en la década de 1950. Es un diseño de aeropuerto soviético estándar, originalmente proyectado para un tráfico de 20 aeronaves por día. En su exterior está decorado con esculturas de soldados, trabajadores y aviadores, mientras que en su interior las paredes y techo se observan espigas, laureles y estrellas (símbolos soviéticos característicos en los edificios públicos de los primeros años de la posguerra).
El edificio de arribos ha sido modificado levemente (las escaleras de la entrada principal han sido reemplazadas por rampas), pero es abiertamente criticada como una de las más obsoletas y mal iluminadas terminales de las capitales europeas. La sala de Inmigraciones, que sólo tiene capacidad para atender cómodamente a 40 personas, es inadecuado para la carga de pasajeros con las que operan la mayoría de las aerolíneas que operan en el Aeropuerto Internacional de Vilna, lo que resulta en gente haciendo cola en las escaleras y pasillos. La sala de entrega de equipajes cuenta con dos pequeñas cintas transportadoras de equipaje que están diseñadas para aeronaves con no más de 100 pasajeros; la frecuencia de los vuelos resulta en que en determinados momentos, cada uno de ellos debe transportar el equipaje de tres vuelos de manera simultánea.

## Aerolíneas y destinos

### Pasajeros
| Aerolíneas                    | Destinos |
| ----------------------------- | --- |
| Aegean Airlines               | Atenas (reinicia 18 de abril de 2024) |
| airBaltic                     | Ámsterdam, Berlín, Cracovia (inicia 3 de mayo de 2024), Málaga, Múnich, París–Charles de Gaulle, Riga, Tallinn Estacional: Dubái–International, Dubrovnik, Gran Canaria, Hamburgo (inicia 2 de mayo de 2024), Heraclión, Lisboa (inicia 4 de mayo de 2024), Niza, Palma de Mallorca, Sandefjord (inicia 29 de octubre de 2024), Tenerife–Sur, Turín |
| Air Montenegro                | Chárter estacional: Tivat |
| Austrian Airlines             | Viena |
| Avion Express                 | Chárter estacional: Antalya, Aqaba, Barcelona, Burgas, Catania, Enfidha, Faro, Funchal, Gazipaşa, Heraclión, Hurghada, Lárnaca (inicia 16 de marzo de 2024), Lamezia Terme, Rodas, Salzburgo, Sharm el-Sheij, Tenerife–Sur, Tivat, |
| Brussels Airlines             | Bruselas |
| Buzz                          | Chárter estacional: Tirana |
| Finnair                       | Helsinki |
| flydubai                      | Dubái–Internacional (inicia 12 de octubre de 2024) |
| Freebird Airlines             | Chárter estacional: Antalya, Bodrum |
| GetJet Airlines               | Chárter estacional: Antalya, Barcelona, Bodrum, Burgas, Corfú, Funchal, Gazipaşa, Heraclión, Hurghada, Lamezia Terme, Málaga, Marsa Alam, Olbia, Palma de Mallorca, Patras, Rodas, Rímini," Sharm el-Sheij, Tenerife–Sur, Varna |
| Heston Airlines               | Chárter estacional: Antalya, Enfidha, Heraclión, Hurghada, Sharm el-Sheij, Tivat |
| LOT Polish Airlines           | Londres–City, Varsovia–Chopin Chárter estacional: Kavala |
| Lufthansa                     | Fráncfort |
| Mavi Gok Aviation             | Chárter estacional: Antalya, Bodrum |
| Norwegian Air Shuttle         | Oslo Estacional: Estocolmo–Arlanda |
| Play                          | Estacional: Reykjavik–Keflavik (inicia 24 de mayo de 2024) |
| Ryanair                       | Barcelona, Beauvais, Bérgamo, Berlín, Bremen, Eindhoven, Londres–Luton, Londres–Stansted, Malta, Núremberg, Oslo, Roma–Fiumicino, Tel Aviv (suspendido), Treviso, Turín, Viena Estacional: Atenas, Billund, Corfu, Dublín, Hahn, Estocolmo–Arlanda (inicia 31 de marzo de 2024), Varna                                                              |
| Scandinavian Airlines         | Copenhague, Estocolmo–Arlanda |
| Skyline Express Airlines      | Chárter estacional: Enfidha, Hurghada, Sharm el-Sheij |
| SkyUp Airlines                | Chárter estacional: Antalya, Hambantota, Heraclión (inicia 25 de abril de 2024), Hurghada, Sharm el-Sheij |
| Smartwings                    | Chárter estacional: Zante |
| SunExpress                    | Chárter estacional: Antalya |
| Swiss International Air Lines | Zúrich |
| Turkish Airlines              | Estambul Chárter estacional: Antalya |
| Wizz Air                      | Barcelona, Beauvais, Dortmund, Eindhoven, Kutaisi, Lárnaca, Londres–Luton, Málaga, Milán–Malpensa, Roma–Fiumicino, Tel Aviv (reinicia 3 de abril de 2024) Estacional: Grenoble, Split |

### Carga
| Aerolíneas    | Destinos            |
| ------------- | ------------------- |
| DHL Aviation  | Leipzig/Halle, Riga |
| Turkish Cargo | Estambul, Praga     |

## Estadísticas
Ver fuente y consulta Wikidata.